# Franz Marszalek
Franz Marszalek (* 2. August 1900 in Breslau (Schlesien); † 28. Oktober 1975 in Köln) war ein deutscher Dirigent und Komponist.

## Leben
Marszalek studierte an der Schlesischen Friedrich-Wilhelms-Universität Breslau. Nach ersten Jahren musikalischer Tätigkeit in Schlesien als Kino- und Theaterdirigent und Kapellmeister bei der Schlesischen Funkstunde AG sowie dem Breslauer Rundfunk war er ab 1933 in Berlin als Dirigent und gefragter Arrangeur (auch für den Tonfilm) tätig. In den Kriegsjahren arbeitete er bei dem „Reichsrundfunk“.
Von 1949 bis 1965 war er der Dirigent des Kölner Rundfunkorchesters. Mit diesem Orchester setzte er beim Westdeutschen Rundfunk Köln (WDR) Akzente im Bereich der Operette, der leichten Klassik und gehobenen Unterhaltungsmusik; so pflegte er beispielsweise intensiv das Werk seines Freundes Eduard Künneke. Ganz besonders setzte er sich auch für die von ihm sehr geschätzten Leo Fall und Walter Wilhelm Goetze ein. Er legte frühe Gesamtaufnahmen von Der Zigeunerbaron und Karneval in Rom (Johann Strauss), Das Land des Lächelns und Paganini (Franz Lehár) sowie Liebe im Dreiklang (Walter Wilhelm Goetze), allesamt mit Peter Anders, vor. Marszalek galt als „wandelndes Operettenlexikon“. Sein Können und seine Kenntnisse auf diesem Gebiet sind unerreicht.
Seine Einspielungen, die durch natürliche Lebendigkeit und hohe Qualität hervorstechen, sind auch heute noch hin und wieder im Rundfunk zu hören. Zu den von ihm häufig eingesetzten Künstlern gehören u. a. Anny Schlemm, Franz Fehringer, Herta Talmar, Renate Holm, Ingeborg Hallstein, Sándor Kónya, Heinz Hoppe, Rita Bartos, Willy Hofmann, Benno Kusche, Willy Schneider und Herbert Ernst Groh. Für das Fernsehen betreute Marszalek in den späten fünfziger und frühen sechziger Jahren die Musikaufnahmen etlicher Operettenproduktionen (u. a. mit dem jungen Fritz Wunderlich). Nicht nur im Rundfunk und Fernsehen, sondern auch in der Schallplattenindustrie war Franz Marszalek tätig. Das Label Polydor der Deutschen Grammophon veröffentlichte in den 1950er und 1960er Jahren Dutzende von Operettenquerschnitten und Komponistenbildern, die sich großer Beliebtheit erfreuten. Marszalek war nicht nur ein eminenter Operettendirigent. Mit dem Kölner Rundfunk-Sinfonie-Orchester nahm er ein umfangreiches Repertoire klassischer Musik auf. Auch hier, wie im Bereich der Operette, spielte er viele Raritäten ein.
Daneben betreute Franz Marszalek in den 1950er und 1960er Jahren eine Rundfunksendung des WDR unter dem Titel Herr Sanders öffnet seinen Schallplattenschrank, in der er klassische Musik und Opern in historischen Aufnahmen vorstellte.
Am 19. März 1966 wurde er mit dem Verdienstkreuz 1. Klasse des Verdienstordens der Bundesrepublik Deutschland ausgezeichnet. Die Grabstätte Marszaleks befindet sich auf dem Westfriedhof in Köln.
Sein Sohn war der Kameramann Michael Marszalek (1930–2014). Seine Enkelin Renate Haidinger ist die Gründerin und Vorsitzende des Vereins Brustkrebs Deutschland e. V., der sich für die Sensibilisierung und Aufklärung der Öffentlichkeit über Brustkrebs einsetzt.

## Filmografie (Auswahl)
- 1943: Die Wirtin zum Weißen Rößl (als Dirigent)